# Frans Arnold Breuhaus de Groot

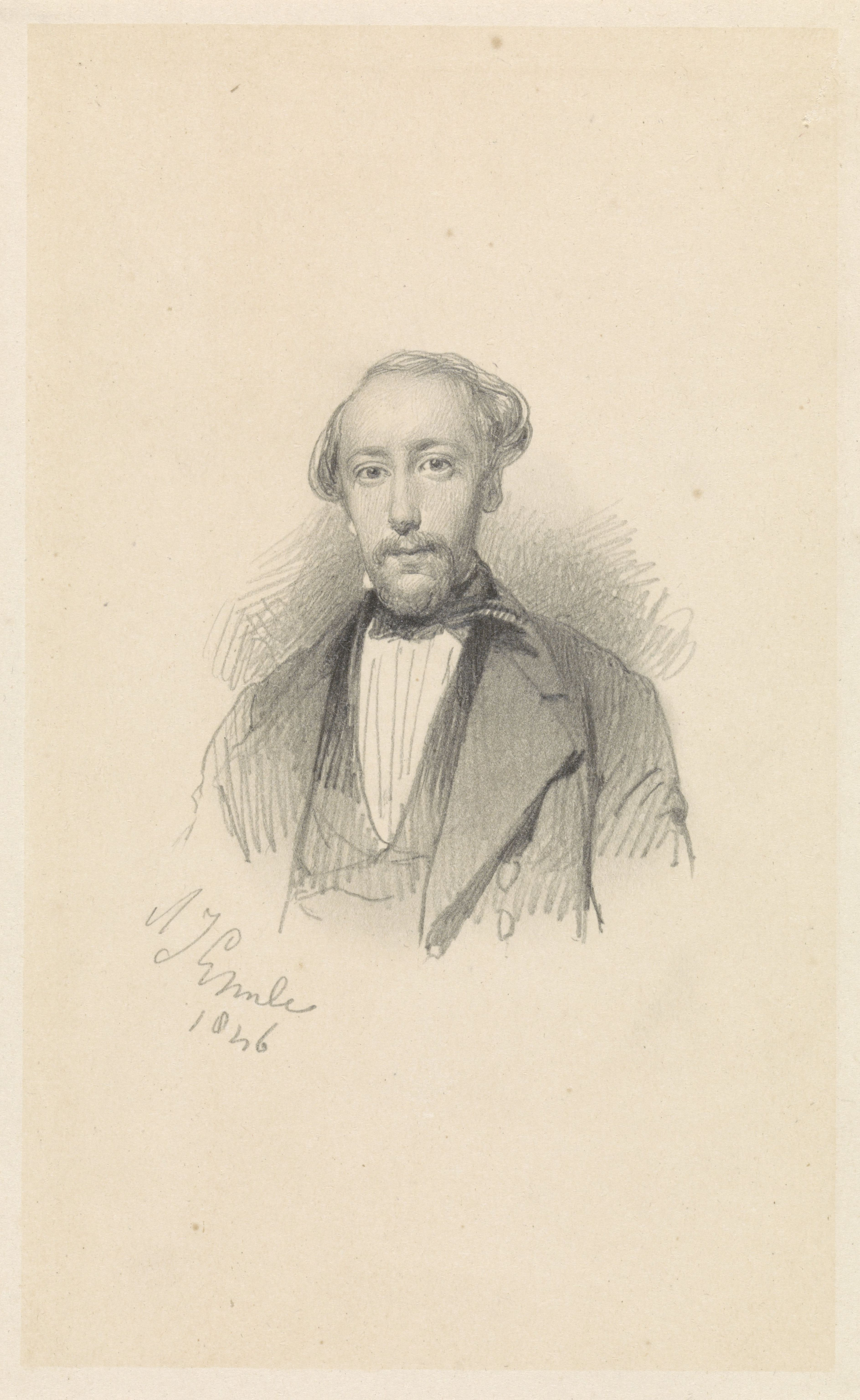
Portret van Frans Arnold Breuhaus de Groot. (Adrianus Johannes Ehnle, 1846)

Frans Arnold Breuhaus de Groot (Leiden, 13 juni 1824 – Brussel, 23 juni 1872) was een Nederlandse lithograaf, aquarellist, etser, schilder en tekenaar. Hij was de zoon van Frans Breuhaus de Groot, van wie hij ook zijn eerste artistieke opleiding ontving.
Frans Arnold begon zijn formele kunstopleiding aan de Akademie van Beeldende Kunsten in Den Haag, waar hij studeerde van 1839 tot 1847. In 1847 werd hij lid van de Koninklijke Academie voor Beeldende Kunsten in Amsterdam.
Hij begon zijn loopbaan in Den Haag (1839-1847) en werkte vervolgens in Amsterdam (1850-1861). Later keerde hij kort terug naar Den Haag, waarna hij zich in 1861 in Brussel vestigde. Daar bleef hij de rest van zijn leven werken.
Breuhaus de Groot specialiseerde zich in landschappen, marines en stadsgezichten. Hij schilderde zijn zeegezichten vaak in een romantische achtergrond van zwaar weer.
Frans Arnold Breuhaus de Groot overleed na een korte ziekte op 48-jarige leeftijd.

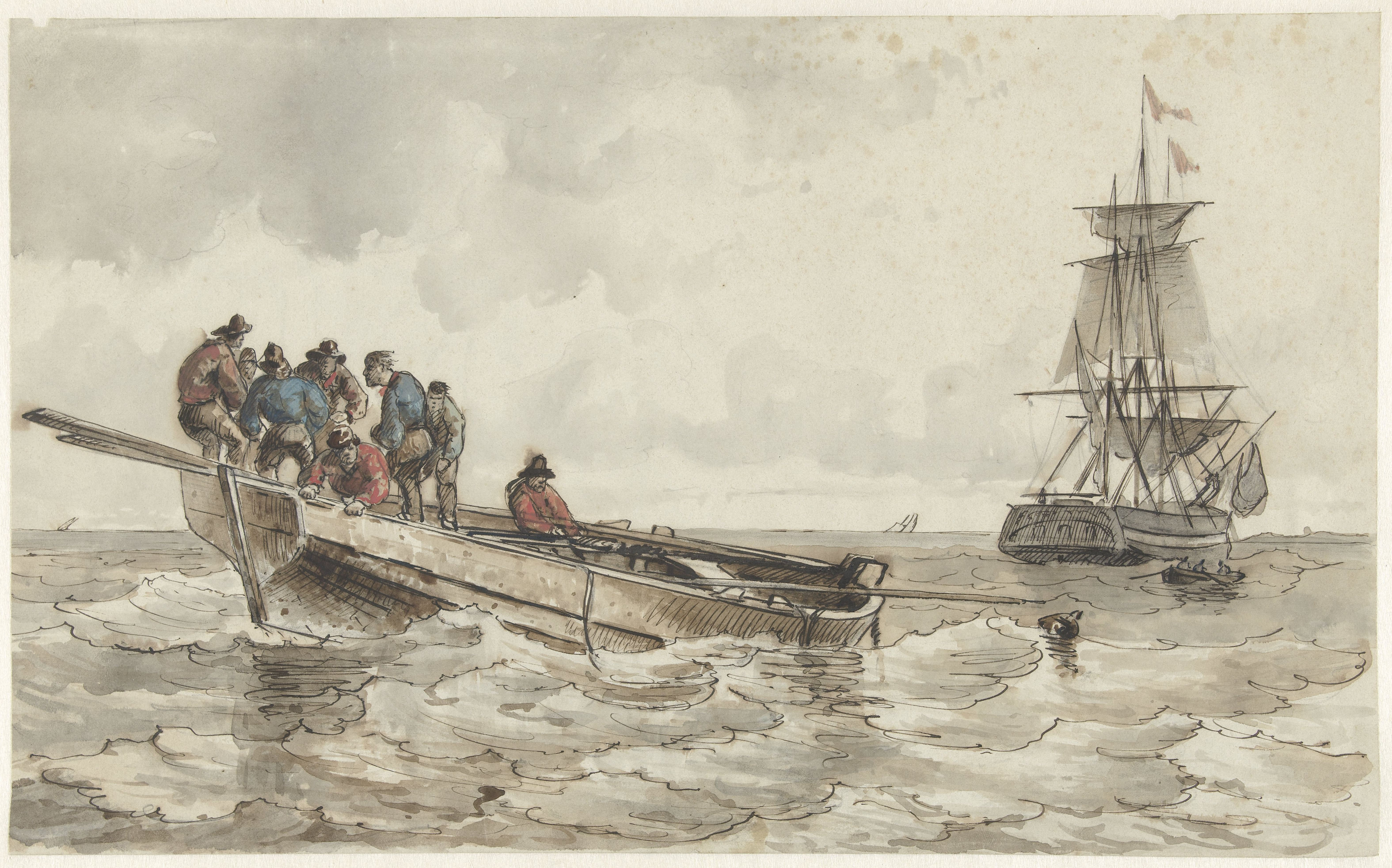
Acht mannen in een roeiboot bij een zeilschip
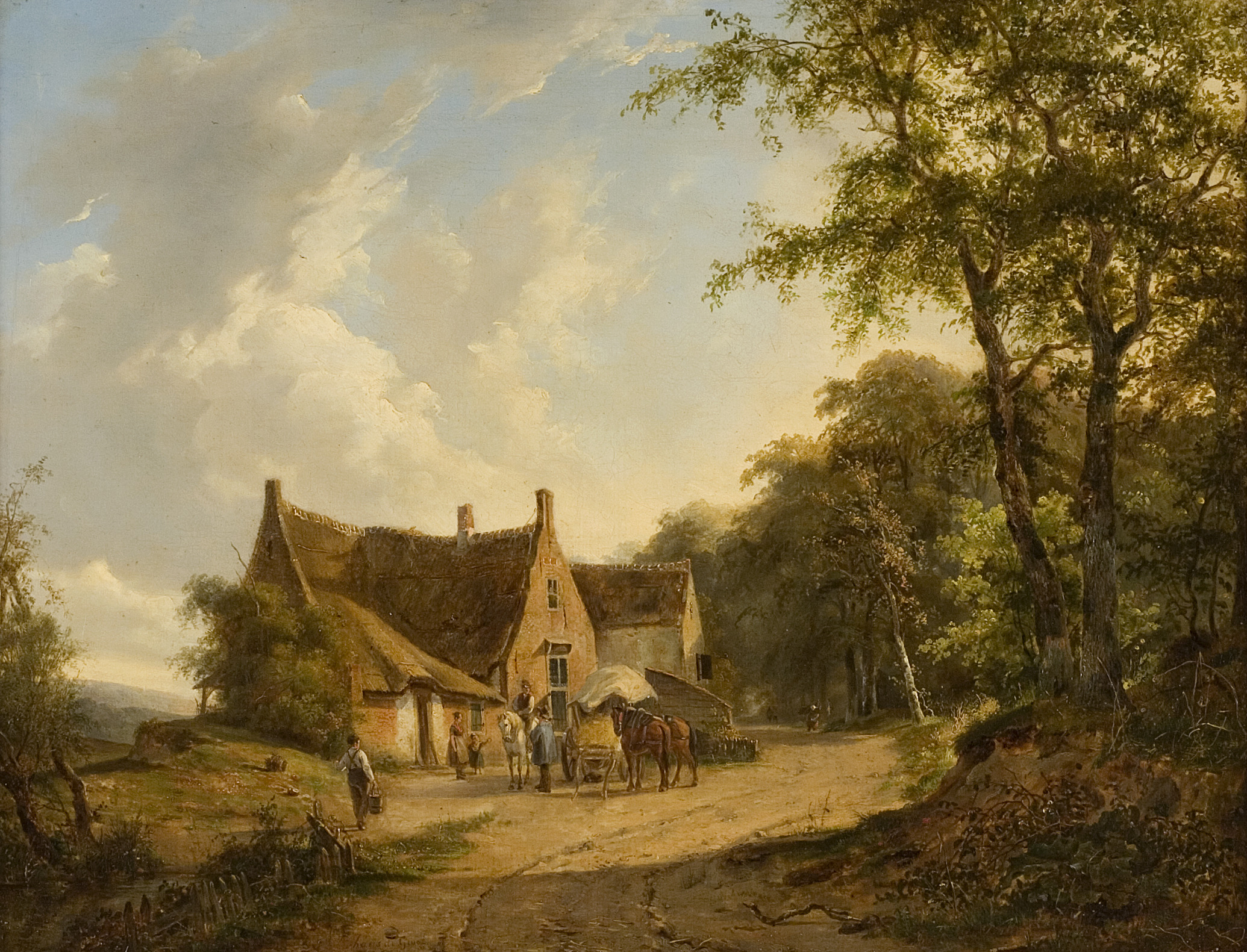
Boerderij aan zandweg
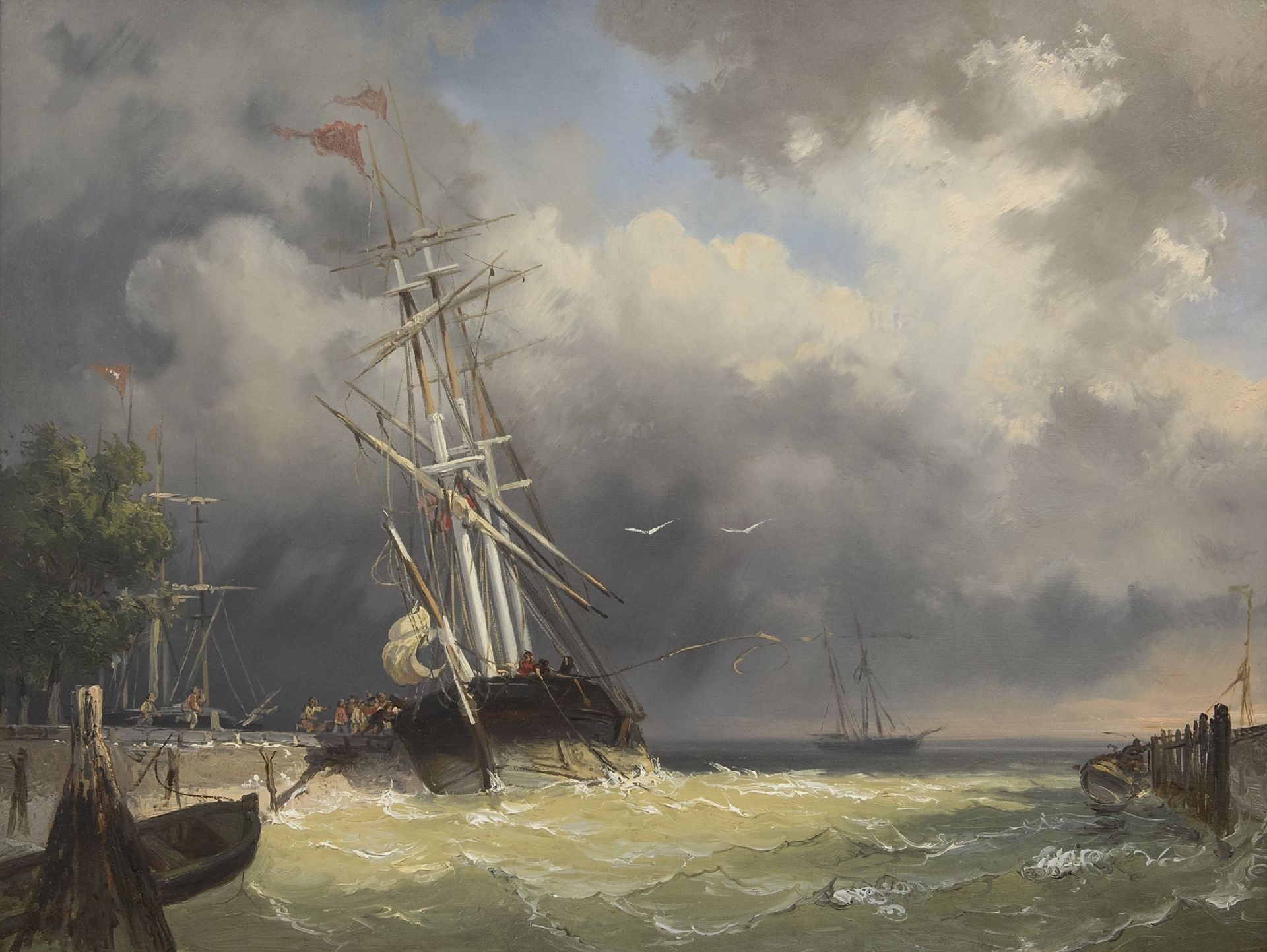
Binnenvarende driemaster bij storm

- Biografisch Portaal: 10118410
- Digitale Bibliotheek voor de Nederlandse Letteren: breu037
- Gemeinsame Normdatei: 1023842424
- International Standard Name Identifier: 0000 0000 6706 7323
- Library of Congress Control Number: nr91039804
- Nederlandse Thesaurus van Auteursnamen: 069955875
- RKD-Nederlands Instituut voor Kunstgeschiedenis: 12461
- Union List of Artist Names: 500032919
- Virtual International Authority File: 49086635
- WorldCat: E39PBJkMJXrHqtPRXwHcmBDTHC